# Resolutie 193 Veiligheidsraad Verenigde Naties
Resolutie 193 van de Veiligheidsraad van de Verenigde Naties werd op 9 augustus 1964 aangenomen. Negen leden van de Veiligheidsraad van de Verenigde Naties stemden voor, geen tegen en twee onthielden zich: Tsjechoslowakije en de Sovjet-Unie.

## Achtergrond
In augustus 1964 werd een wapentransport van Turkije naar de Turks-Cypriotische enclave Kokkina onderschept. Daarop viel de Grieks-Cypriotische nationale garde van Cyprus deze enclave aan. De Turkse luchtmacht kwam tussenbeide en bombardeerde enkele Grieks-Cypriotische dorpen. Turkije dreigde ook opnieuw met een invasie van het eiland.

## Inhoud
De Veiligheidsraad was bezorgd om de ernstig verslechterende situatie in Cyprus. De resoluties 186, 187 en 192 werden bevestigd. Gewacht werd op het rapport van de secretaris-generaal.
De Veiligheidsraad bevestigde de oproep aan Turkije, die als volgt luidde:
De Veiligheidsraad heeft mij (de voorzitter) toegestaan een dringende oproep aan de overheid van Turkije te doen om onmiddellijk de bombardementen op en het gebruik van militaire macht tegen Cyprus te staken en aan de overheid van Cyprus om de krijgsmachten onder haar controle te bevelen onmiddellijk het vuren te staken.
Er werd opgeroepen tot een onmiddellijk staakt-het-vuren door alle betrokkenen. Allen werden opgeroepen om samen te werken met de commandant van de vredesmacht om de vrede en veiligheid te herstellen. Aan alle landen werd de oproep gericht geen handelingen te doen die de situatie weer zouden kunnen verergeren.

## Verwante resoluties
- Resolutie 194 Veiligheidsraad Verenigde Naties
- Resolutie 198 Veiligheidsraad Verenigde Naties

Lijst ·  186 ·  187 ·  188 ·  189 ·  190 ·  191 ·  192 ·  193 ·  194 ·  195 ·  196 ·  197 ·  198 ·  199